# ニコラ・ドリンチッチ
ニコラ・ドリンチッチ（モンテネグロ語: Никола Дpинчић, 英語: Nikola Drinčić, 1984年9月7日- ）は、ユーゴスラビア（現セルビア）・ベオグラード出身の元サッカー選手、サッカー指導者。元モンテネグロ代表。現役時代のポジションはミッドフィールダー。

## 来歴
2010年1月、FCアムカル・ペルミからFCスパルタク・モスクワへ移籍するものの出場機会に恵まれず、2011年2月25日に昇格組のFCクラスノダールへ移籍。2016年2月にイスラエル・プレミアリーグのマッカビ・ハイファFCを退団して以降無所属となっていたが、2016-17シーズンよりセルビア・スーペルリーガのFKラド・ベオグラードに加入することが決定した。

## 代表歴
UEFA U-21欧州選手権2007ではU-21セルビア代表のメンバーとして試合に出場し、準優勝を経験した。A代表はモンテネグロを選択。